# Coeliccia galbina
Coeliccia galbina är en trollsländeart som beskrevs av Wilson och Reels 2003. Coeliccia galbina ingår i släktet Coeliccia och familjen flodflicksländor. Inga underarter finns listade i Catalogue of Life.